# Mahau Suguimati
Mahau Camargo Suguimati (né le 13 novembre 1984 à São Miguel do Araguaia) est un athlète brésilien, spécialiste du 400 mètres haies.

## Biographie
C'est un Nissei, son nom de famille s'écrivant en japonais Sugimachi, ayant également vécu au Japon depuis l'âge de 8 ans pendant 16 ans, ayant appris l'athlétisme avec un entraîneur japonais.
Son record est de 48 s 67 à Niigata le 3 octobre 2009. Il a participé aux Jeux olympiques de Pékin (demi-finaliste) et a été finaliste lors des Jeux panaméricains de 2007 à Rio de Janeiro en 49 s 63.

### Palmarès
| Date | Compétition                    | Lieu                 | Résultat | Discipline  | Performance  |
| ---- | ------------------------------ | -------------------- | -------- | ----------- | ------------ |
| 2007 | Jeux panaméricains             | Rio de Janeiro       | 7e       | 400 m haies | 49 s 63      |
| 2008 | Championnats ibéro-américains  | Iquique              | 1er      | 400 m haies | 50 s 07      |
| 2010 | Championnats ibéro-américains  | San Fernando         | 3e       | 400 m haies | 49 s 87      |
| 2011 | Championnats d'Amérique du Sud | Buenos Aires         | 2e       | 400 m haies | 51 s 11      |
| 2013 | Championnats d'Amérique du Sud | Carthagène des Indes | 1er      | 400 m haies | 49 s 86      |
| 2014 | Championnats ibéro-américains  | São Paulo            | 3e       | 400 m haies | 49 s 99      |
| 2015 | Jeux panaméricains             | Toronto              | 8e       | 400 m haies | 49 s 68      |
| 2019 | Championnats d'Amérique du Sud | Lima                 | 2e       | 4 x 400 m   | 3 min 4 s 13 |
| 2021 | Championnats d'Amérique du Sud | Guayaquil            | 1er      | 400 m haies | 51 s 25      |

### Records
| Épreuve          | Performance | Lieu    | Date           |
| ---------------- | ----------- | ------- | -------------- |
| 400 mètres haies | 48 s 67     | Niigata | 3 octobre 2009 |